# Julio Sieburger
Julio Christian Sieburger Hadler (* 5. März 1892 in Buenos Aires; † nach 1948) war ein argentinischer Segler.

## Erfolge
Julio Sieburger nahm zweimal an Olympischen Spielen in der 6-Meter-Klasse teil. 1936 schloss er die olympische Regatta im Olympiahafen Düsternbrook in Kiel als Skipper des argentinischen Boots Wiking auf dem vierten Platz ab. Bei den Olympischen Spielen 1948 in London war er Crewmitglied des argentinischen Bootes Djinn, dessen Skipper sein Bruder Enrique Sieburger senior war. Mit 5120 Punkten gewannen Sieburger senior und seine Crew, zu denen neben Julio noch Emilio Homps, Rodolfo Rivademar, Rufino Rodríguez de la Torre und Julios Neffe Enrique Sieburger junior gehörten, hinter den US-amerikanischen Olympiasiegern um Skipper Herman Whiton und vor dem von Tore Holm angeführten schwedischen Boot die Silbermedaille. 
Seine Neffen Carlos Sieburger und Jorge Salas Chávez sowie sein Sohn Roberto waren ebenfalls olympische Segler. Seine Nichte heiratete den argentinischen Segler Jorge del Río Salas, der 1960 im Drachen olympisches Silber gewann.